# Бурсьылысь
Бурсьылысь, бурсьылысьяс (коми бурсьылысьяс — «певцы добра») — течение в православии у коми в начале XX века. Исследователь Ю. В. Гагарин, писавший о бурсьылысь в годы советской власти, связывал возникновение движения с недовольством крестьян-коми официальной церковью и проводимой ею русификаторской политикой. Однако после установления власти большевиков, по мнению Гагарина, движение получило антисоветскую социальную и политическую направленность, хотя сохранялся и национальный характер.

## Возникновение
Движение бурсьылысь возникло в последние годы XIX века в связи с деятельностью жителя села Мыёлдино (Усть-Куломский район) Степана Ермолина, который был привлечен местным священником для переводов проповедей на коми язык. Позже Степан начал делать письменные переводы библейских текстов на коми, писать собственные религиозные песни и тексты и самостоятельно проводить религиозные беседы с крестьянами.
Начальные проверки его текстов Вологодской консисторией не обнаружили отклонений от православной ортодоксии, однако в 1905 году ему уже было запрещено «учительствовать», а позже его несколько раз штрафовали и запретили выезжать из села.
Тем не менее, религиозное движение продолжало распространяться на юге нынешней Республики Коми, что в 1910-х годах вынудило Вологодский и Тотемский епископат специально заняться пропагандой против бурсьылысь; рекомендовалось отлучить Ермолина от церкви.

## Религиозная практика
Главным элементом религиозной практики стали «бур кывзӧм» (духовные беседы) — собрания, которые проходили дома у последователей Ермолина и продолжались обычно целый день. Во время сборов проводились проповеди и разъяснения Писания, читались религиозные тексты, исполнялись составленные Ермолиным и другими проповедниками песни и гимны.
Ведущий собрания сидел в углу под иконами, в первых рядах перед ним сидели женщины, подальше — мужчины. Чтобы не отвлекаться во время пения, мужчины закрывали себе лицо руками, женщины — платками.
Проявлением особой благодати считались видения и пророчества. Ермолин утверждал, что «как солнце не видно из-за облаков, так и у некоторых пелена на глазах и сердце, чтобы не уразуметь духовные явления».
В 1920-х годах, после смерти Степана Ермолина, появился новый элемент религиозной практики — «распинание». Во время встреч последователей бурсьылысь некоторые её участники падали на пол без сознания, а через некоторое время «воскресали», рассказывая о своих видениях.

## После революции
После 1917 и до середины 1920-х годов количество последователей бурсьылысь росло. Во время собраний общин течения начали обсуждаться хозяйственные и политические вопросы. Большевистская власть связывалась с приходом антихриста. Бурсьылысь оказывали сопротивление коллективизации, уклонялись от контактов с властями, отказывались отдавать детей в «безбожные школы».
Значительную часть общины стали возглавлять женщины-проповедницы, больше людей становилось «пророками», которых, по донесениям ОГПУ, по состоянию на 1925 год было около 80. Бурсьылысь подверглись репрессиям, в 1930-х активность движения заметно уменьшилась, хотя оно и не было окончательно уничтожено.

## Последний всплеск и исчезновение
Движение снова активизировалось с началом Великой Отечественной войны, возобновились групповые молитвы и пророчества. В конце 1940-х годов часть жителей села Мыёлдино отказывались вступать в колхозы, ходили слухи о том, что вскоре начнется война с США, и СССР падет. Отдельные группы последователей бурсьылысь сохранялись до 1960-х годов. В конце 1960-х умер последний пророк движения.

## Наследие движения
Экспедиции, проведенные в 1972 и 1999—2000 годах, зафиксировали отсутствие отдельных групп бурсьылысь и религиозных практик, характерных для движения. Однако в то же время обе экспедиции показали, что во время народных обрядов и домашних собраний исполнялись песни бурсьылысь. По данным последней из экспедиций сделанные бурсьылысь переводы псалмов на язык коми кое-где включались в церковные богослужения.